# Buonanotte, Signor Lenin
Buonanotte, Signor Lenin è un libro di Tiziano Terzani pubblicato nel 1992. Narra il viaggio del giornalista fiorentino all'interno dell'U.R.S.S. mentre è in atto la sua dissoluzione. Il libro è corredato da numerose fotografie scattate dallo stesso autore.

## Trama
Quando il 19 agosto del 1991 Gorbaciov viene deposto da un golpe, poi fallito, Terzani si trova sul fiume Amur in Siberia, lungo il confine con la Cina, al seguito di una spedizione russo-cinese. Mentre tutto il mondo guarda con tensione Mosca, il giornalista coglie l'occasione per intraprendere un lungo viaggio attraverso le diverse repubbliche socialiste sovietiche che lo porterà ad essere testimone del crollo dell'impero sovietico.
Caduto il sistema che faceva da collante per tutte le repubbliche cooptate all'interno del controllo del Cremlino, le reazioni sono molteplici: si scatenano ovunque nazionalismi, i territori e le popolazioni si frantumano, si assiste all'emergere del fondamentalismo islamico. La trasformazione degli apparati politici e statali è solo apparente: gli ex-dirigenti del partito comunista, all'indomani del fallimento del golpe, si sono trovati nuovamente nei palazzi del potere: cambia il nome del partito, le innumerevoli statue di Lenin vengono abbattute, ma sembra che poco sia realmente cambiato.

## Edizioni
- Tiziano Terzani, Buonanotte, Signor Lenin, collana Il Cammeo, Longanesi & C., 1992,  p. 428, ISBN 88-304-1093-4.